# Chantier de démolition navale de Chittagong
Le chantier de démolition navale de Chittagong (en anglais : Chittagong Ship Breaking Yard) est un chantier de démolition navale géant situé à Faujdarhat (en) au Bangladesh. Il emploie près de 200 000 personnes et fournit à peu près la moitié de l'acier du pays.

## Histoire

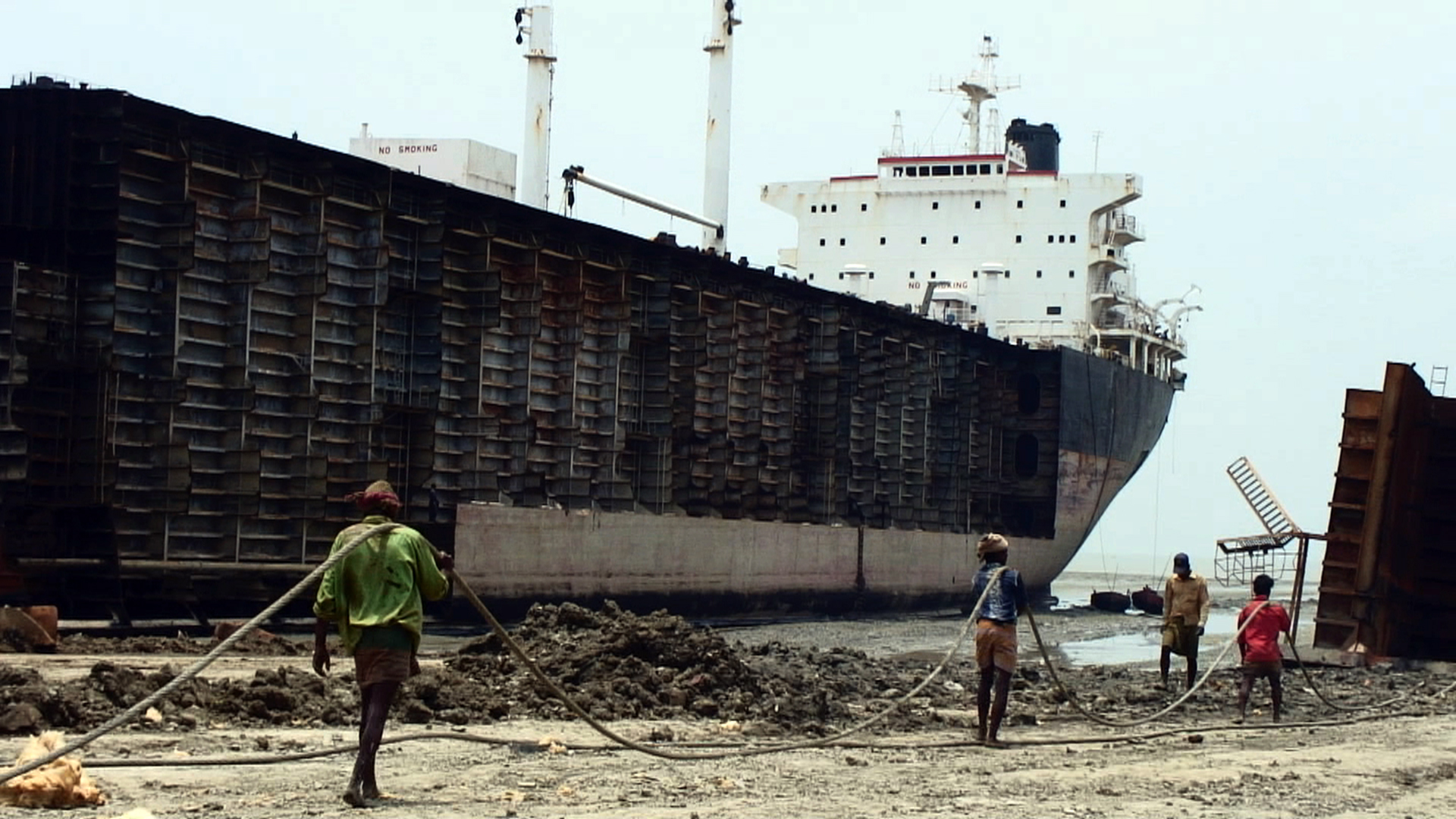
Des ouvriers à Chittagong en 2008. Ils ne portent ni casque de protection ni chaussures de sécurité.

En 1960, après un grand cyclone, le navire grec M D Alpine s'est retrouvé échoué sur la plage de Sitakunda, près de Chittagong. Il n'a pas pu être remis à flot et est resté plusieurs années sur place. En 1965, Chittagong Steel House a acheté la navire pour le démanteler. Cette opération a pris des années, mais elle a donné naissance à l'industrie de démolition navale au Bangladesh.
Durant la Guerre de libération du Bangladesh (1971), le navire pakistanais Al Abbas a été endommagé par des bombes. Il a été récupéré par une équipe soviétique qui travaillait au port de Chittagong et conduit sur la côte à Faujdarhat (en). Une entreprise locale, Karnafully Metal Works Ltd l'a acheté pour le démolir en 1974 : elle est la première du pays à s'être lancée dans la démolition navale internationale.
Cette industrie a crû régulièrement dans les années 1980 : au milieu des années 1990, le Bangladesh était le deuxième du monde en tonnage recyclé. En 2008, il y avait 26 chantiers actifs et en 2009, 40. De 2004 à 2008, la région a été le plus grand chantier de démolition navale au monde. En 2012, elle était cependant retombée de la moitié du marché mondial à un cinquième.
À un moment cette activité constituait une attraction touristique, mais les étrangers ne sont plus les bienvenus, du fait de ses conditions de sécurité déplorables. Un groupe de surveillance local affirme qu'un ouvrier y meurt chaque semaine en moyenne.
Les ouvriers n'ont ni équipement de sécurité ni de sécurité financière. En 2014, l'armateur Hapag-Lloyd a imité la décision de Maersk de cesser d'utiliser le chantier pour démanteler ses vieux navires, malgré les prix plus élevé ailleurs.
Une scène du film de super-héros Avengers : L'Ère d'Ultron (2015) a été filmée dans les chantiers de Chittagong.